# Charaxes pondoensis
The Pondo Emperor (Charaxes pondoensis) là một loài bướm thuộc họ Nymphalidae. Nó được tìm thấy ở miền nam châu Phi.
Sải cánh dài 45–55 mm đối với con đực và 48–60 mm đối với con cái. They fly quanh năm, đạt đỉnhs tháng 10/tháng 11 và tháng 3 đến tháng 5.
Ấu trùng ăn Milletia sutherlandi và Milletia grandis.